# Michal Skřejpek
Michal Skřejpek (* 4. listopadu 1957 Praha) je profesorem na Právnické fakultě Univerzity Karlovy v Praze. Na katedře právních dějin se zabývá římským právem – zejména římským právem trestním a prameny římského práva. Je autorem několika učebních pomůcek a vědeckých monografií, např. Římské právo (s prof. Jaromírem Kinclem a prof. Valentinem Urfusem, 1995), Římské právo v datech (1997) a Bona fides (2000).
Michal Skřejpek též vyučuje římské právo na Policejní akademii ČR, kde dále přednáší i občanské právo.